# Đạo Long
Đạo Long là một phường thuộc thành phố Phan Rang – Tháp Chàm, tỉnh Ninh Thuận, Việt Nam.

## Địa lý
Phường Đạo Long nằm ở phía nam thành phố Phan Rang – Tháp Chàm, có vị trí địa lý:
- Phía đông giáp Tấn Tài
- Phía tây và phía nam giáp huyện Ninh Phước
- Phía bắc giáp các phường Mỹ Hương và Kinh Dinh.

Phường có diện tích 2,09 km², dân số năm 2019 là 7.909 người, mật độ dân số đạt 3.748 người/km².
Đây là một trong 3 phường của thành phố nằm ở phía nam của sông Phan Rang, bên cạnh Bảo An và Đông Hải.

## Lịch sử
Dưới thời Việt Nam Cộng hòa, Đạo Long là một thôn thuộc xã Phan Rang, quận Thanh Hải, tỉnh Ninh Thuận.
Sau năm 1975, thôn Đạo Long được chuyển thành phường Đạo Long thuộc thị xã Phan Rang, tỉnh Thuận Hải.
Ngày 27 tháng 4 năm 1977, Hội đồng Chính phủ ban hành Quyết định 124-CP. Theo đó:
- Giải thể thị xã Phan Rang
- Sáp nhập 6 phường: Mỹ Hương, Tấn Tài, Kinh Dinh, Thanh Sơn, Phủ Hà, Đạo Long vào huyện Ninh Hải để thành lập thị trấn Phan Rang, thị trấn huyện lỵ huyện Ninh Hải.

Ngày 1 tháng 9 năm 1981, Hội đồng Bộ trưởng ban hành Quyết định 45-HĐBT. Theo đó, tái lập thị xã Phan Rang với tên gọi mới là thị xã Phan Rang – Tháp Chàm, đồng thời tái lập phường Đạo Long (có địa giới hành chính bao gồm cả thôn An Long thuộc xã An Hải).